# Мингрельское дело
«Мингрельское дело» (груз. მეგრელთა საქმე) — политический процесс, начатый в ноябре 1951 года органами государственной безопасности Грузинской ССР в отношении руководящих работников, выходцев из Мингрелии. Им было предъявлено тяжкое обвинение в (мингрельском) национализме и ориентации на Турцию.
По личному поручению Сталина это дело, направленное против Лаврентия Берии, курировал первый секретарь ЦК КП Грузии Акакий Мгеладзе.

## История
В середине 1951 года министру ГБ Грузинской ССР Н. М. Рухадзе поступила информация о фактах взяточничества со стороны прокурорских работников Грузии (в большинстве мингрелов), о чём было доложено Сталину. 9 ноября 1951 года вышло решение ЦК ВКП(б) о наличии в ГССР «мегрело-националистической группы», возглавляемой Барамия. Уже на следующий день были произведены аресты высших прокурорских и партийных деятелей Грузии, выдвиженцев Берии:
- Барамия М. И. — 2-й секретарь ЦК КП(б) Грузинской ССР
- Шония В. Я. — прокурор Грузинской ССР
- Бзиава К. П. — зам. министра внутренних дел ГССР
- Рапава А. Н. — министр внутренних дел Грузинской ССР
- Шария П. А. — академик АН Грузинской ССР

В последующее время по «мингрельскому делу» были арестованы ещё не менее 500 человек, в том числе 7 из 11 членов ЦК КП Грузии, 427 секретарей обкомов, горкомов и райкомов партии.
Рухадзе и его подчинённые, применив недозволенные методы следствия (пытки), вынудили некоторых из них «признаться» в том, что они якобы по заданию иностранных разведок вели подрывную работу, пытаясь захватить руководящие посты в республике, а затем отторгнуть Грузию от Советского Союза. В числе потерявших посты и влияние был первый секретарь компартии Грузии Кандид Чарквиани. Он не был мингрелом, но был обвинён в том, что не обнаружил «мингрельских заговорщиков» в компартии Грузии. Процесс над обвиняемыми должен был состояться в апреле 1953 года и на нём скорее всего прозвучали бы обвинения в адрес Л. П. Берии как организатора, однако смерть Сталина в марте 1953 года нарушила эти планы.

### После смерти Сталина
Уже через месяц после смерти Сталина (март 1953 года) мингрелы, которых поддерживал Л. П. Берия, были реабилитированы и возвращены на свои посты. Однако многие из них (Рухадзе, Рапава и др.) через полгода были вновь арестованы и затем расстреляны уже как члены «банды Берии».